# کلود آدرین هلوسیوس

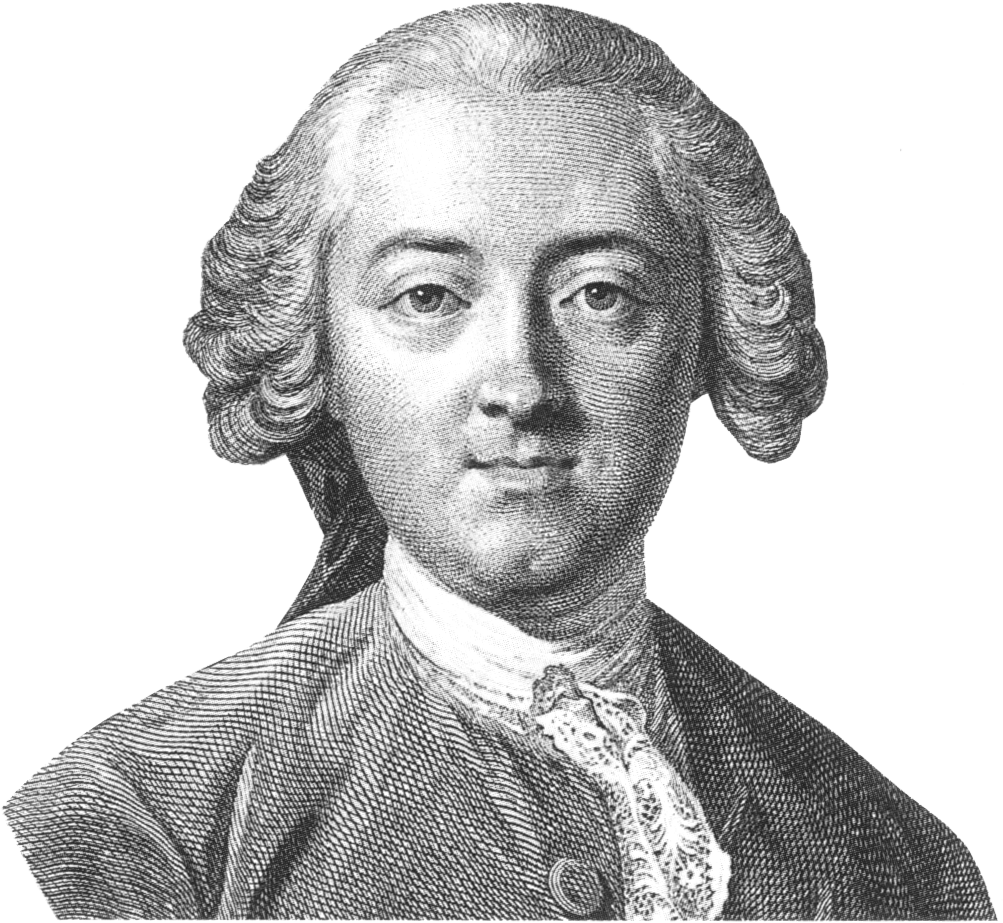
کلود آدرین هلوسیوس

کلود آدرین هلوسیوس (به انگلیسی: Claude Adrien Helvétius) فیلسوف و ادیب فرانسوی است.

## زندگی
کلود آدرین هلوسیوس در پاریس فرانسه از یک خانواده از پزشک با نام خانوادگی اصلی شوایتزر (به معنی " سوئیس "؛ Latinized به عنوان Helvétius) به دنیا آمد. پدر بزرگ او یوهان فردریش شوایتزر به خاطر استفاده از گیاه اپیکا برای درمان معروف بود و پدرش پزشک اول به ماریا لیزینسکا، ملکه فرانسه بود. کلود آدرین ابتدا برای آموزش حرفه امور مالی نزد به دایی خود در کان تعلیم یافت. او اوقات فراغت خود را با شعر سرودن پر می‌کرد. او در سن بیست و سه سالگی، به درخواست ملکه، به یک پست جمع‌آوری مالیات کشاورزان با درآمد ۱۰۰٬۰۰۰ کرون در سال منصوب شد. سپس او به کمک ثروت و سخاوت خود شروع کرد به نهایت لذت بردن از زندگی. او هرقدر که بزرگ‌تر می‌شد، به دنبال پیشرفت بیشتر بود، او از موفقیت پییر لویس موپرتیوس به عنوان یک ریاضیدان، از ولتر به عنوان یک شاعر و از مونتسکیو به عنوان یک فیلسوف تقلید می‌کرد. همسر او، آنه کاترین دو لیگنیویل، با نام رسمی خانم هلوسیوس، صاحب یک تالار هنری با آثار چهره‌های برجسته روشنگر بیش از پنج دهه اخیر بود.
در سال ۱۷۵۸، هلوسیوس شاهکار فلسفی خود، با نام " روح " (در ذهن) را منتشر کرد. آموزه‌های الحادی، فایده گرا و برابری خواهانه آن اعتراض عمومی را برانگیخت و هلوسیوس را مجبور کرد چند بار در آن تجدید نظر کند.
پس از ده سال، زمانی که او ثروتی به اندازه کافی جمع‌آوری کرد، از پست خود به‌طور کلی بازنشسته شد و به املاک خود حومه شهر پاریس رفت جایی که او ثروت خود را در کمک‌رسانی به فقرا، حمایت از بخش کشاورزی و توسعه صنایع به کار برد. این کار او تحسین بسیاری از فلاسفه را برانگیخت.
خانواده هلوسیوس " شاتو د وور " و خانه خود در پاریس در محله " رو سنت آن " زندگی می‌کردند.
در سال ۱۷۶۴، هلوسیوس به انگلستان سفر کرده بود، و سال بعد، به دعوت فردریک دوم، به برلین رفت، که آنجا پادشاه او را مورد توجه بسیار قرار داد. او سپس به املاک خود در حومه شهر پاریس بازگشت و باقی عمر خود را به مسالمت‌آمیز گذراند.
این کار فوراً باعث جلب توجه و تحریک مخالفان توانمند تری، به خصوص ولیعهد لویی پسر ارشد پادشاه فرانسه، لویی شانزدهم شد. دانشگاه سوربن این کتاب را محکوم کرد، در حالی که کشیش‌ها دادگاه را متقاعد می‌کردند که این کتاب پر از آموزه‌های خطرناک است. این کتاب به الحاد و بدعت متهم شد و کلیسا و دولت آن را محکوم کردند و به آتش کشیدند. هلوسیوس وحشت زده در برابر طوفان اعتراضات مطرح شده، در سه کتاب به‌طور جزئی در آن تجدید نظر کرد. درحالی که او در برابر اعتراضات خود را پاک دین می‌خواند، کتاب او در پاریس در ملأ عام به آتش کشیده شد.
این امر اثرات منفی بر بقیه فیلسوفان، به ویژه، دنیس دیدرو، و دائرةالمعارف بزرگ او داشت. مقامات مذهبی، به ویژه یسوعیان و پاپ جدید شروع به ترساندن از گسترش بی‌خدایی کردند و خواستار سرکوب سریع و سخت ' تفکرات مدرن ' شدند. کتاب " روح " در این میان به قربانی تبدیل شد.
این تبلیغ بزرگ علیه این کتاب تقریباً به همه زبان‌های اروپایی ترجمه شد. ولتر گفت که این کتاب را فاقد اصالت می‌داند. روسو اعلام کرد که خیرخواهی بسیار نویسنده باعث دروغگویی او شده است. گریم فکر می‌کرد که تمام ایده‌ها در این کتاب از دیدرو گرفته شده. مادام دو دفاند احساس می‌کرد هلوسیوس مانند یک طوفان برخاست که علناً فکر مخفی همه را گفت. بانو گرافینی ادعا کرد که همه چیزهای خوب در این کتاب از فرهنگسرای او برداشته شده است.

## خودپرستی روانشناختی
فلسفه هلوسیوس متعلق به مکتب خودپرستی:
1. استعداد و توانایی‌های همه انسان‌ها ممکن است در اثر احساس‌های فیزیکی، حتی حافظه، مقایسه و قضاوت کاهش یابد. تنها تفاوت ما از حیوانات دون‌تر نهفته در ارگان‌های خارجی ماست.
2. منافع شخصی، در اثر عشق به لذت و ترس از درد ایجاد می‌شود و شکوفایی آن در قضاوت، عمل و محبت است. انگیزه انسان‌ها تنها در دنبال کردن لذت و اجتناب از درد است. این دو، که او می‌گوید همیشه هستند و خواهد بود که تنها منشأ عمل در انسان هستند. از خود گذشتگی در نتیجه این واقعیت پدید آمد که احساس لذت بیشتر از احساس درد است و از طرفی این امر نتیجه تصمیم عمدی است.
3. ما هیچ آزادی انتخاب بین خوب و بد نداریم. هیچ جیز به نام عدالت و بی عدالتی محض - که در رسوم مختلف متفاوت است - وجود ندارد.

این دیدگاه او تا حد زیادی هابزی بود - این عقیده که انسان یک سیستم است که با ترکیبی مناسب از پاداش و مجازات قابل کنترل است و اهداف حکومت حداکثر سعادت است.

## برابری طبیعی هوش
طبق نظر هلوسیوس " همه انسان‌ها استعدادهای برابر دارند. او ذهن انسان را به عنوان یک تخته سنگ سفید در نظر گرفته، اما آزاد، نه تنها آزاد از ایده‌های ذاتی بلکه آزاد از امیال ذاتی طبیعی و گرایش‌ها. قوانین فیزیولوژیکی اکثراً فاکتورهایی از عوامل محیطی در شخصیت انسان‌ها و قابلیت‌های آنهاست. هر گونه نابرابری آشکار که همه انسان‌ها آن را درک می‌کنند مستقل از سازمان‌های طبیعی است، و عامل آن‌ها میل برای شناخت نابرابر است. این تمایل از رنج‌ها شکوفا می‌شود، که همه انسان‌ها معمولاً آن را با درجه برابر درک می‌کنند؛ بنابراین ما همه چیز را مدیون آموزش هستیم. بنا براین مهندسی اجتماعی یک عمل اجباری از طرف توانایی‌های طبیعی انسان است.

## توانایی آموزش
از آنجا که همه انسان‌ها استعدادهای طبیعی یکسانی دارند، هلوسیوس همچنین عقیده داشت که، همه انسان‌ها توانایی مشابهی برای یادگیری دارند؛ بنابراین، آموزش و پرورش از روش‌های اصلاح جامعه است.

## مرگ
هلوسیوس در ۲۶ دسامبر ۱۷۷۱ (میلادی) درگذشت.